# Kraja, Nordhausen
Kraja là một đô thị ở huyện Nordhausen, trong bang Thüringen, Đức. Đô thị Kraja, Nordhausen có diện tích 4,37 km².